# Kamienica Banku Polskiego w Częstochowie
Kamienica Banku Polskiego – zabytkowa, renesansowo-secesyjna kamienica w Częstochowie, w II Alei, zbudowana w latach 1903–1904.

## Historia
Kamienica została wzniesiona w stylu renesansowo-secesyjnym w obecnej II Alei dla Rosyjskiego Banku Państwa według projektu Tadeusza Fijałkowskiego. Gmach był dwukondygnacyjny, z obszernym holem kasowym na parterze. Od 1927 roku w kamienicy była zlokalizowana siedziba Banku Polskiego SA.
W 1930 roku do Banku Polskiego w Częstochowie usiłował włamać się Stanisław Cichocki ps. „Szpicbródka”, ale próbę udaremniono. Kolejna próba napadu na bank, nadal zlokalizowany w tym budynku, miała miejsce w dzień urodzin Adolfa Hitlera, 20 kwietnia 1943 roku, i ta była udana. Wówczas oddział Narodowych Sił Zbrojnych z Radomia, w godzinach urzędowania, sterroryzował obsługę i zrabował 3 mln zł w gotówce. Akcją dowodził ksiądz por. Feliks Kowalik ps. „Zagłoba”.
Po II wojnie światowej budynek stał się siedzibą NBP. Na początku lat 1990. budowla przypadła Bankowi Śląskiemu, później przemianowanemu na ING Bank Śląski. W 2011 roku ING sprzedał swą siedzibę nieznanemu nabywcy.